# 列昂尼德·库奇马
列昂尼德·丹尼洛维奇·库奇马（烏克蘭語：Леонід Данилович Кучма，羅馬化：Leonid Danylovych Kuchma，發音：[leoˈn⁽ʲ⁾id dɐˈnɪlowɪtʃ ˈkutʃmɐ]；1938年8月9日—），乌克兰政治人物，獨立後第2任乌克兰总统。

## 生平
列昂尼德·库奇马1938年8月9日生于烏克蘭北部切尔尼戈夫州諾夫霍羅德-錫韋爾斯基區村莊柴基內。1960年，毕业于第聂伯罗彼得罗夫斯克大学。1991年，成为乌克兰工程科学院院士。
1992年10月至1993年9月間出任乌克兰总理。1994年7月在第二轮选举中以52.3%的得票率当选总统。1999年11月再次在第二轮选举中以57.7%的得票率当选連任总统，是迄今唯一連任成功的烏克蘭總統。1999年起，列昂尼德·库奇马政府开始审查媒体，結果有记者被捕。库奇马執政期間，烏克蘭展開多元外交，該國同時與俄羅斯、歐洲和美國保持友好關係。例如库奇马与俄罗斯签署了《友好、合作与伙伴关系条约》。此外，俄语在其執政期間為該國的官方语言。库奇马還与北约签署了一项特别伙伴关系协议。同時乌克兰武装部队参加了伊拉克战争。2005年1月，库奇马卸任总统。
2011年，列昂尼德·库奇马被控与2000年的记者格奥尔基·贡加泽被害案有关。
2014年6月21日，庫奇馬代表烏克蘭政府與從東部分裂的頓涅茨克和盧甘斯克兩個俄羅斯傀儡政權進行談判，討論總統彼得·波羅申科的和平計劃，參與新明斯克協議的簽訂。該計劃確保了停火的實施；歐洲領導人對此反應普遍積極。2015年3月，他發表講話，批評俄羅斯支持的叛軍圖謀奪取傑巴利采韋。同年9月，他被任命為烏克蘭三方聯絡組的烏克蘭代表，在白俄羅斯明斯克舉行會議，討論結束頓巴斯的衝突。2017年3月，他要求俄羅斯聯邦廢除其關於承認在分離主義控制地區簽發的護照的法令。
2018年10月2日，他以年齡原因辭去聯絡組代表的職務，但在2019年6月，應弗拉基米尔·泽连斯基的邀請再度擔任該職。2020年7月，他以疲倦為由再度辭職，由列昂尼德·克拉夫丘克繼任。
2022年俄羅斯入侵烏克蘭期間，他表示自己不會離開烏克蘭，將與大家一起捍衛這片土地。

## 家族
库奇马女婿維克托·平丘克是该国第二大富豪，犹太人，身家32亿美元。

## 荣誉

### 外国勋章奖章
- 民事功绩勋章颈饰（西班牙语：Orden del Mérito Civil (España)）（西班牙，1996年10月4日批准[18]）
- 恩里克王子勋章大颈饰（葡萄牙語：Ordem do Infante D. Henrique）（葡萄牙，1998年4月16日公布[19]）)